# Étienne-François de Choiseul

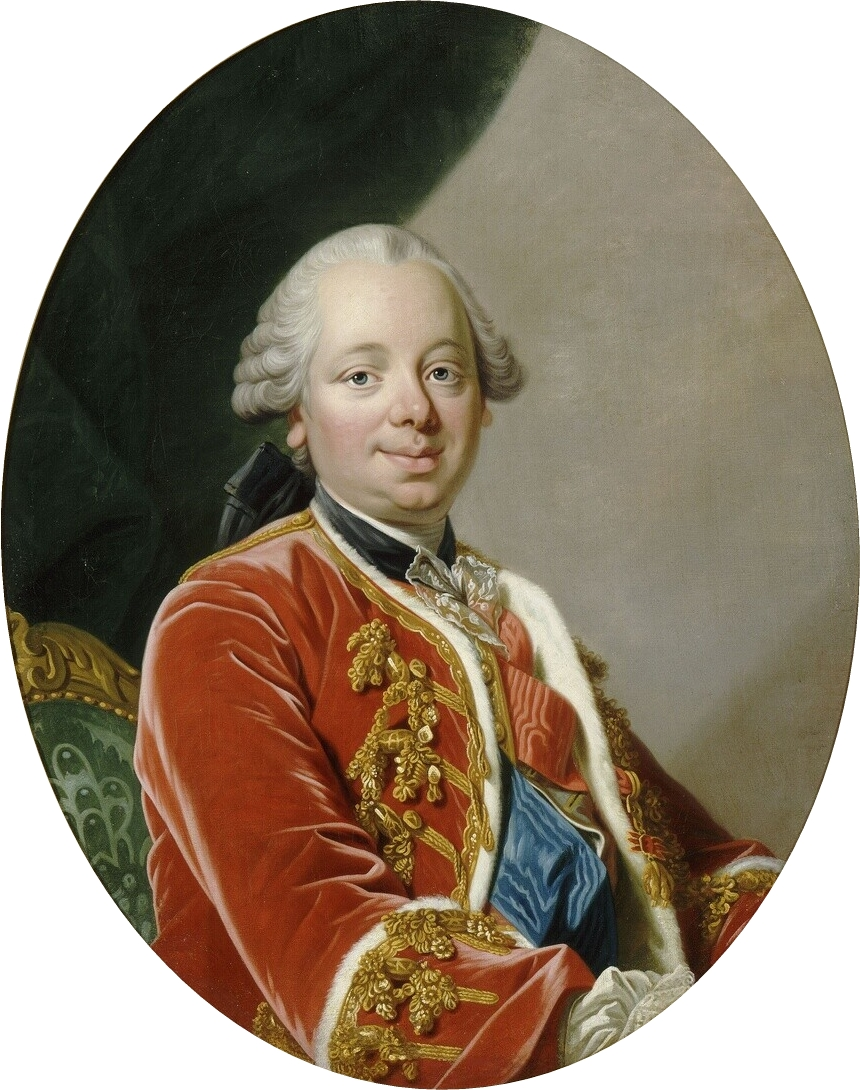
Étienne-François de Choiseul, Herzog von Amboise

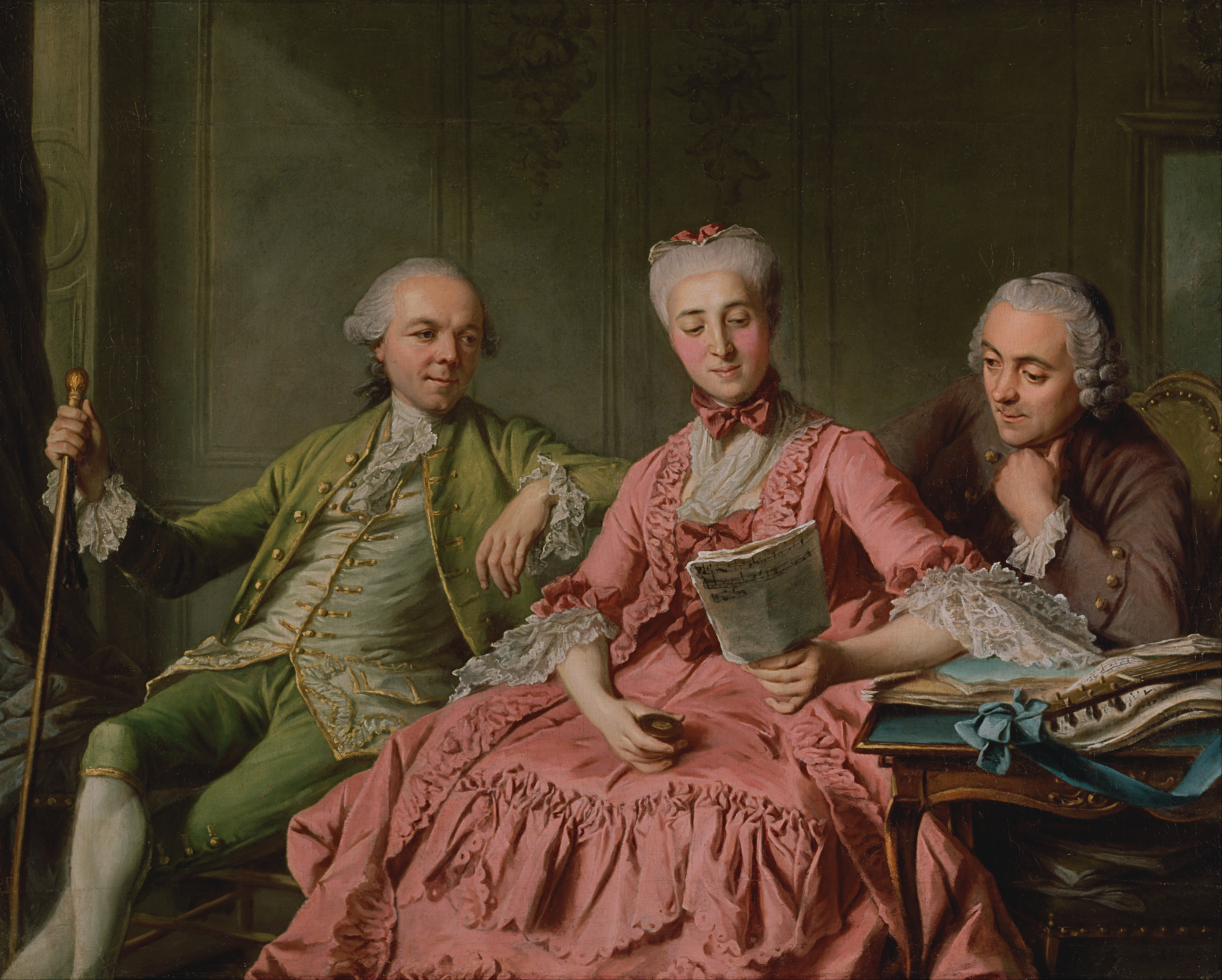
Étienne-François de Choiseul, Madame de Brionne und Abbé Barthélemy

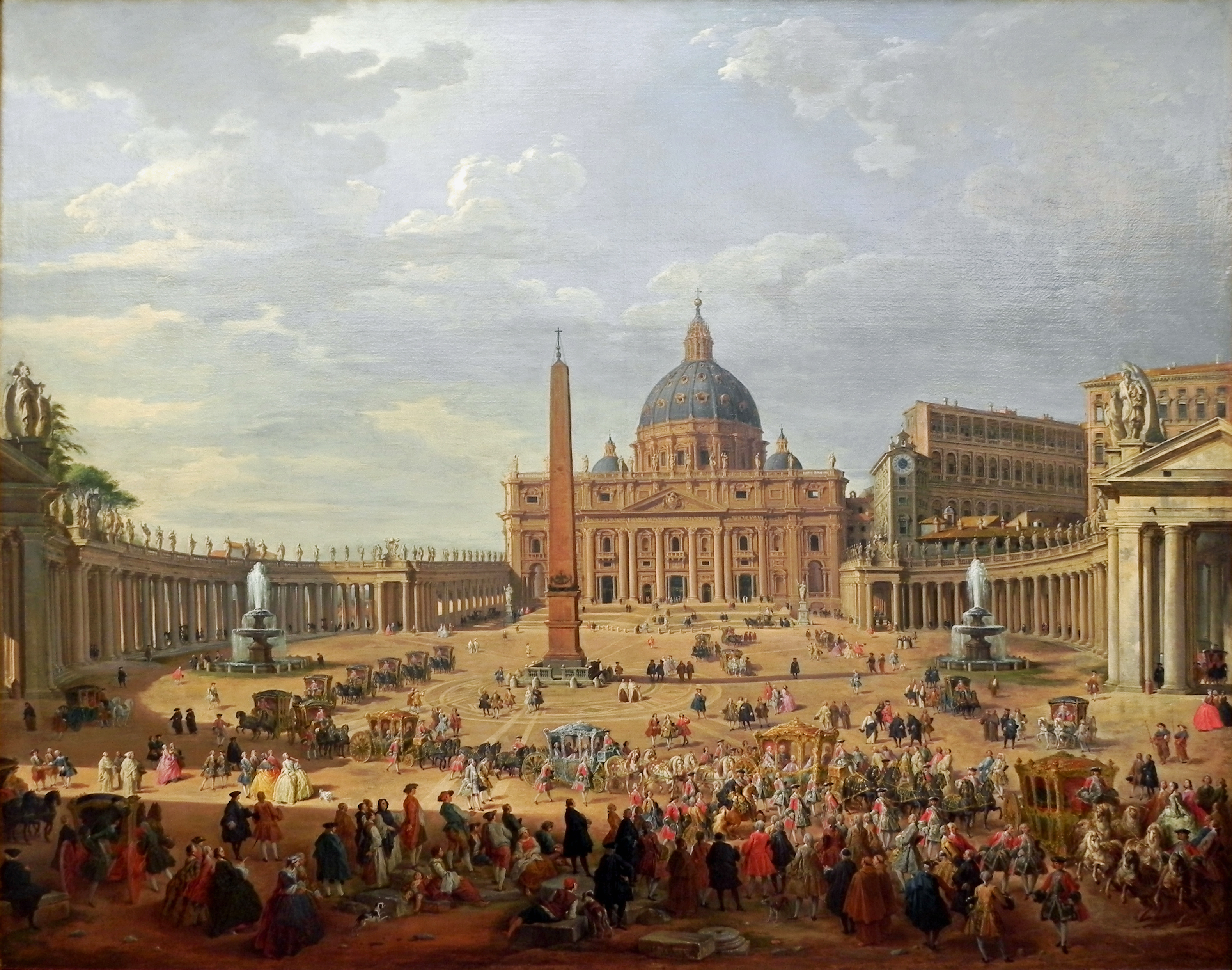
Die Ausfahrt des Duc de Choiseul auf dem Petersplatz in Rom (1754), von Giovanni Paolo Pannini

Étienne François de Choiseul, Herzog von Choiseul (* 28. Juni 1719 in Nancy, Herzogtum Lothringen, heute Frankreich; † 8. Mai 1785 in Paris) war Marquis de Removille, Seigneur de Chanteloup, Marquis de Stainville (seit 1770), Duc de Choiseul und Pair von Frankreich (seit 1758) sowie Herzog von Choiseul, Herzog von Amboise, Pair von Frankreich (seit 1764) und ein führender französischer Staatsmann zur Zeit des Ancien Régime.

## Leben
Choiseul war der älteste Sohn von François Joseph de Choiseul, marquis de Stainville (1700–1770). Er trug in seinen früheren Jahren den Höflichkeitstitel Comte de Stainville (Graf von Stainville). Zu seinen Brüdern zählten der Fürsterzbischof von Cambrai Léopold-Charles de Choiseul-Stainville sowie der Marschall von Frankreich Jacques Philippe de Choiseul-Stainville. Er trat in die Armee ein, diente während des Österreichischen Erbfolgekriegs 1741 in Böhmen und Italien, wo er sich bei der Schlacht von Coni 1744 auszeichnete. Von 1745 bis 1748 war er mit der Armee auf dem Gebiet der Niederlande und nahm an den Schlachten bei Mons, Charleroi und Maastricht teil. Er wurde zum Lieutenant général ernannt und heiratete 1750 Louise Honorine, Tochter des Bankiers Louis François Crozat (1691–1750), Marquis de Chatel, die ein großes Vermögen in die Ehe einbrachte.
Choiseul gewann die Gunst von Madame de Pompadour, indem er ihr einige Briefe beschaffte, die Ludwig XV. an seine Cousine Madame de Choiseul geschrieben hatte. Nach einer kurzen Zeit als Landvogt von Vosges  wurde er 1753 zum Botschafter in Rom ernannt, wo er mit den Verhandlungen betraut wurde, die die Unruhen im Zusammenhang mit der Bulle Unigenitus Dei filius betrafen. Er erfüllte seine Verpflichtung mit Geschick. 1757 sorgte seine Patronin für seine Versetzung nach Wien, wo er instruiert wurde, die neue Allianz zwischen Frankreich und Österreich zu zementieren. Sein Erfolg in Wien eröffnete ihm die Möglichkeit für eine weitergehende Karriere: Choiseul ersetzte Abbé François-Joachim de Pierre de Bernis als Außenminister (1758–1761/1766–1770) und steuerte daher während des Siebenjährigen Krieges die französische Außenpolitik.
Zu dieser Zeit wurde er zum Duc d’Amboise erhoben. Obwohl in den Jahren 1761 bis 1766 sein Cousin César Gabriel de Choiseul-Praslin das Amt des Außenministers bekleidete, bestimmte doch Choiseul weiterhin die französische Politik bis 1770. So amtierte er phasenweise zugleich als Kriegsminister (1761–1770) und Marineminister (1761–1766). 1766 tauschte er mit seinem Cousin das Marineministerium gegen das Außenministerium.
Als der Urheber des „Familienpaktes“ versuchte er, durch eine Allianz mit dem Bourbonen-Haus in Spanien die verheerenden Ergebnisse der Allianz mit Österreich wiedergutzumachen; seine Maßnahme kam aber zu spät. Seine energische Politik in anderen Bereichen des Staats war jedoch nicht vergeblich. Nachdem er inmitten einer Phase der Demoralisierung an die Macht gekommen war, verursacht durch die Niederlagen von Rossbach und Krefeld, reformierte er mit Mut und Energie die Streitkräfte. Auch wenn er zu spät kam, um den Verlust Kanadas und Indiens noch zu verhindern, entwickelte er die französischen Kolonien in den Antillen – darunter die „Perle der Karibik“ Saint Domingue – und brachte Korsika und Lothringen unter die französische Krone. Seine Innenpolitik stellte im Allgemeinen die philosophes zufrieden. Er erlaubte die Veröffentlichung der Encyclopédie und führte die Verbannung der Jesuiten herbei.
Choiseuls Sturz wurde durch seine Maßnahmen gegen die Jesuiten und durch seine Unterstützung für deren Gegner La Chalotais und der Provinzparlamente verursacht. Nach dem Tod Madame Pompadours 1764 wurden seine Feinde, angeführt von Madame Dubarry und dem Kanzler Maupeou, zu stark für ihn, und 1770 wurde er gezwungen, sich auf seinen Landsitz in Chanteloup zurückzuziehen. Die Intrigen gegen ihn hatten jedoch seine schon vorher große Popularität noch befördert, und während seines Ruhestands, der bis 1774 andauerte, lebte er im größten Luxus und wurde von vielen berühmten Persönlichkeiten besucht. Zu seiner großen Enttäuschung setzte ihn Ludwig XVI. nicht wieder in sein früheres Amt ein, wenn auch der König ihm 1774 die Rückkehr nach Paris gestattete. Dort starb er 1785 mit einem Berg an Schulden, den seine Witwe gewissenhaft beglich.
Von 1762 bis 1771 war er Colonel général der Cent-Suisses et Grisons.

## Bedeutung
Choiseul arbeitete sowohl mit Fähigkeit als auch mit Fleiß, und obwohl es ihm an Hartnäckigkeit fehlte, zeigte er in seiner Amtsführung Voraussicht und Liberalität. Horace Walpole gab in seinen Memoiren eine lebhafte Beschreibung von Choiseuls Charakter. Er bezichtigte ihn, den Krieg zwischen Russland und dem Osmanischen Reich 1768 angefacht zu haben, um sich an der Zarin Katharina II. zu rächen. Von seiner Außenpolitik sagte er “he would project and determine the ruin of a country, but could not meditate a little mischief or a narrow benefit.” An anderer Stelle schrieb er “He dissipated the nation’s wealth and his own; but did not repair the latter by plunder of the former”, und in Bezug auf Choiseuls Privatleben behauptete er “gallantry without delicacy was his constant pursuit”. Choiseuls Witwe, eine Frau “in whom industrious malice could not find an imperfection”, lebte bis zu ihrem Tod am 3. Dezember 1808 im Ruhestand.

## Namensgeber
Nach Étienne-François de Choiseul benannt sind:
- Choiseul, der Hauptort des gleichnamigen Distriktes auf St. Lucia
- der Choiseul Sound auf den Falklandinseln